# Herrera (Panama)
Herrera è un comune (corregimiento) della Repubblica di Panama situato nel distretto di La Chorrera, provincia di Panama. Si estende su una superficie di 85,9 km² e conta una popolazione di 2.552 abitanti (censimento 2010).